# 大谷信盛
大谷 信盛（おおたに のぶもり、1962年12月4日 - ）は、日本の政治家。衆議院議員（3期）、環境大臣政務官（鳩山由紀夫内閣・菅直人内閣）、民主党副幹事長などを歴任した。本名は大谷 信雪（おおたに のぶゆき）。

## 来歴

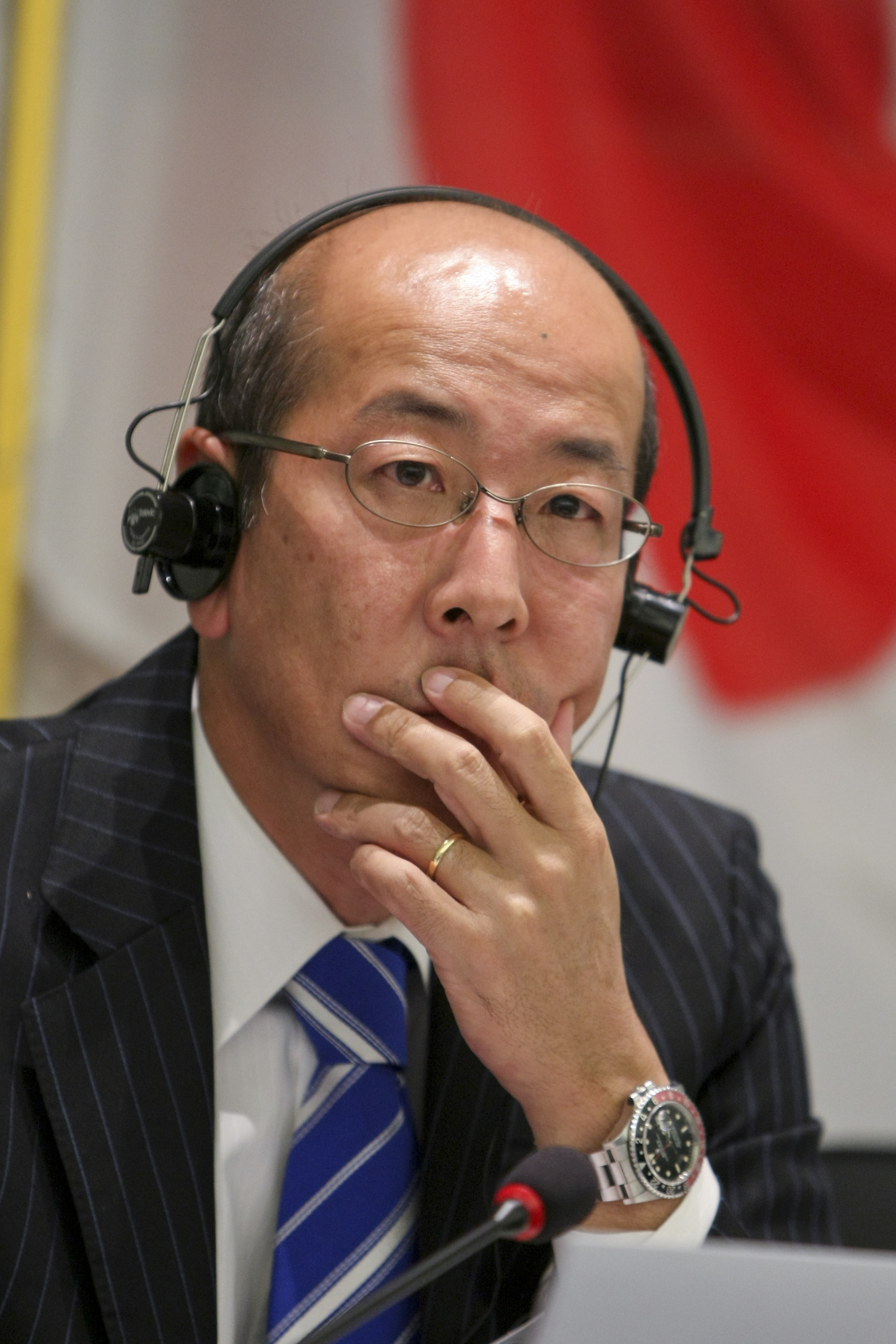
2011年、日本・EU議員会議準備会合にて

兵庫県姫路市生まれ。東洋大学附属姫路高等学校、大阪商業大学商経学部卒業。大阪商業大学在学中はボクシング部に所属していた。大学卒業後、アメリカ合衆国・ジョージ・ワシントン大学大学院に留学し、国際関係論を専攻。修士号を取得した。
その後エディ・マイ社の政策調査・広報コンサルティングスタッフや新党さきがけの職員を経て、1996年の第41回衆議院議員総選挙に旧民主党公認で大阪9区から出馬するが、新進党の西田猛らに敗れ、落選した。
2000年の第42回衆議院議員総選挙では、保守党公認の西田猛や無所属の木本保平（後の第19代大阪府茨木市長）ら5候補を破り、初当選した。2003年の第43回衆議院議員総選挙では、自由民主党に入党していた西田猛を破り、再選（西田も比例復活）。2005年の第44回衆議院議員総選挙では前回下した西田に敗れ、比例復活もならず落選。2006年、西田の死去に伴う補欠選挙に出馬するが、自民党が擁立した原田憲治に敗れ、再び落選した。なお原田憲治は、1996年の総選挙において大阪9区で議席を争い、大谷同様西田に敗れた原田憲（元運輸大臣、経済企画庁長官）の長男である。
2009年の第45回衆議院議員総選挙では民主党公認、国民新党推薦で大阪9区から出馬し、自民党の原田憲治を破り4年ぶりに返り咲いた。同年9月、鳩山由紀夫内閣で環境大臣政務官に任命され、菅直人内閣まで務める。
2012年の第46回衆議院議員総選挙では民主党公認、国民新党推薦で大阪9区から出馬したが落選。
その後は大阪商業大学の研究員としてギャンブル依存症についての論文を執筆している。

## 人物
- 選択的夫婦別姓制度導入に賛同する[4]。
- 静岡空港建設反対の国会議員署名活動で署名者に加わっている[5]。